# Maschane transversata
Maschane transversata är en fjärilsart som beskrevs av Paul Dognin 1924. Maschane transversata ingår i släktet Maschane och familjen tandspinnare. Inga underarter finns listade i Catalogue of Life.